# 閬中文筆塔
閬中文筆塔，又称阆中白塔，位於四川省南充市閬中市，文物遺址年代判定為明。2012年7月16日公佈為第八批四川省文物保護單位。
閬中文筆塔位於四川省南充市閬中市城東嘉陵江對岸海拔539公尺的白塔山頂平臺上，明洪武年間修建，形狀如筍，俊逸挺拔，由於該塔通身抹白灰，又稱白塔。塔通高27.56公尺，分為塔基、塔身和塔刹三個部分：塔基呈八邊形須彌座形式，高0.89公尺，底面邊長3.77公尺，青砂石砌築，在西邊入口處有五級垂帶式踏道，通向塔內。塔身高23.115公尺。共有塔簷十一層，每層塔簷，用青磚疊澀飄出0.5公尺，分為九級，下五級疊澀為菱角簷，至第六級達到0.5公尺，上兩級向內收至上層牆壁。第九、十、十一三層塔簷，不出菱角磚。塔身內有六層塔室，每層有螺旋狀梯廊相通，塔室平面為方形，入口方位各異，後壁施券拱神龕，室頂施覆斗形天花，採用菱角磚疊澀成拱，第一層施琉璃龍紋藻井，二層以上為素面藻井。在二層以上塔室入口前設梯間平臺，平臺外壁設券拱門通出塔外簷。外每層八面均設拱形窗洞。塔刹通高2.32公尺，全用生鐵鑄造，由兩部分組成：第一部分是刹座，為八邊形，於八個角上分別立鎮壓神獸，刹座上簷為圓形；第二部分是塔刹，通高0.6公尺，呈桃形，分為兩節，一節為覆缽、二節為桃形刹，置於覆缽上。閬中文筆塔建築結構精巧，外觀線條剛勁挺拔，建築體量和尺度與山體大小、高矮協調，如白塔山的一個天然組成部分，體現了建造者精湛的造塔技藝和匠心。1983年，被閬中市人民政府公佈為縣級文物保護單位。